# Tchan Süe
Tchan Süe (čínsky pchin-jinem Tán Xuě, znaky zjednodušené 谭雪, tradiční 譚雪;* 30. ledna 1984 Tchien-ťin, Čína) je bývalá čínská sportovní šermířka, která se specializovala na šerm šavlí. Čínu reprezentovala v prvním desetiletí jednadvacátého století. Na olympijských hrách startovala v roce 2004 a 2008 v soutěži jednotlivkyň a družstev. V soutěži jednotlivkyň získala na olympijských hrách 2004 stříbrnou olympijskou medaili. V roce 2002 získala titul mistryně světa soutěži jednotlivkyň. S čínským družstvem šavlistek vybojovala na olympijských hrách 2008 stříbrnou olympijskou medaili a v roce 2003 vybojovala s družstvem druhé místo na mistrovství světa.